# Mairano
Mairano – miejscowość i gmina we Włoszech, w regionie Lombardia, w prowincji Brescia.
Według danych na rok 2004 gminę zamieszkiwało 2412 osób, 219,3 os./km².
W Mairano znajduje się fabryka firmy Cacciamali, która produkuje autobusy pod swoją marką oraz dla sieci koncernu Irisbus pod jego marką. Wykorzystuje przy tym podwozia produkowane przez koncern Iveco. Część komponentów do produkcji pochodzi z polskiej firmy Kapena, która jest własnością Cacciamali.